# Cáñar
Cet article possède un paronyme, voir Cañar (homonymie).
Cáñar est une municipalité espagnole de la province de Grenade, communauté autonome d'Andalousie

## Démographie
| 1996 | 2001 | 2004 | 2007 | 2008 | 2009 | 2010 |
| ---- | ---- | ---- | ---- | ---- | ---- | ---- |
| 346  | 316  | 339  | 395  | 422  | 429  | 412  |

## Administration

### Communes limitrophes
Soportújar, Carataunas, Órgiva, Lanjarón.

## Personnalités liées à la commune
- Jacinto Moreno, peintre (Cáñar le 12 janvier 1912 -Sète 12 octobre 1982)

## Sources
- (es) Cet article est partiellement ou en totalité issu de l’article de Wikipédia en espagnol intitulé « Cáñar » (voir la liste des auteurs).